# Bikini

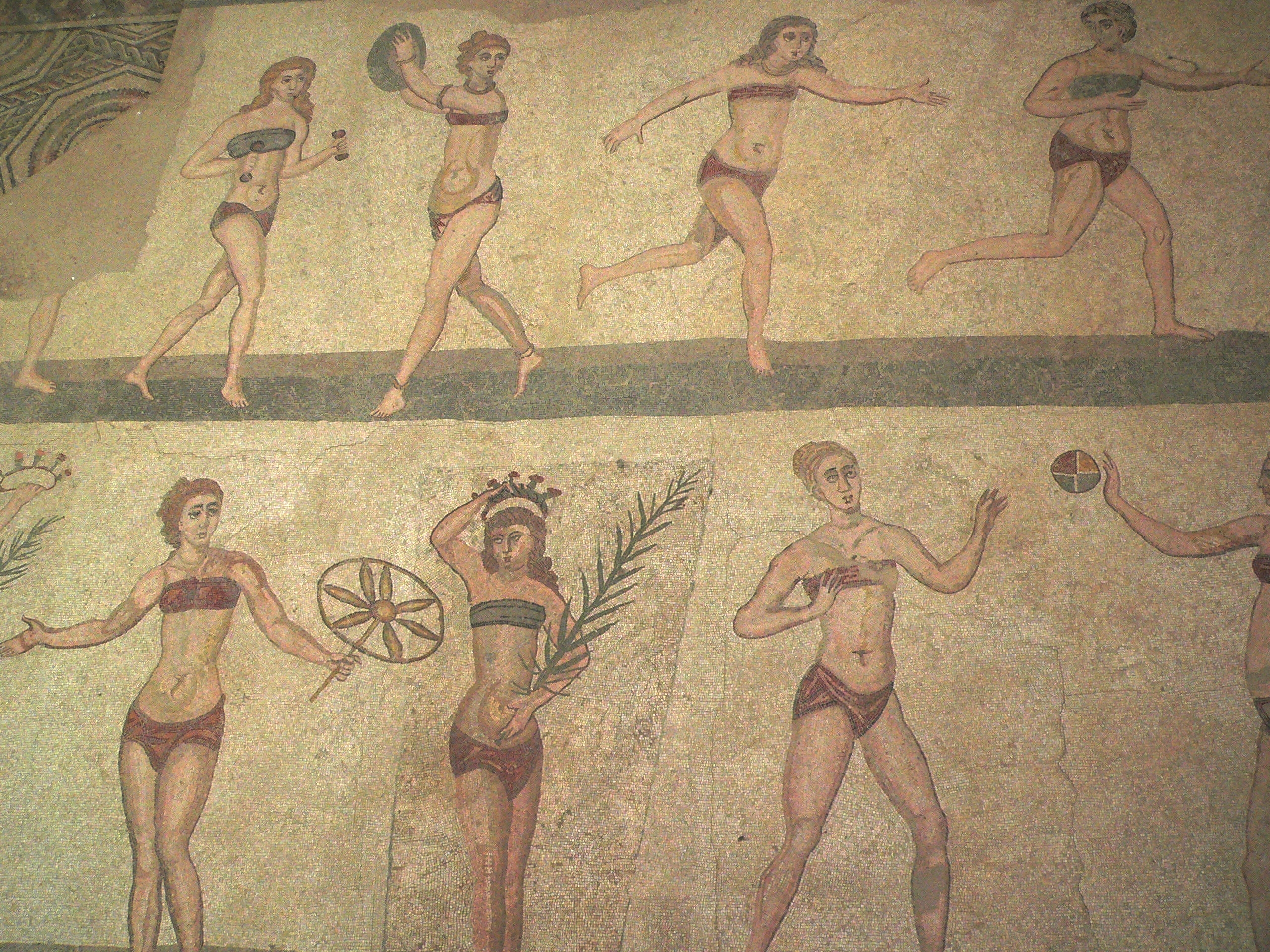
Kobiety w strojach podobnych do bikini w starożytnym Rzymie (Villa Romana del Casale)

Bikini – nazwa dwuczęściowego damskiego kostiumu kąpielowego/plażowego, składającego się z fig i biustonosza.
Bikini zostało pierwszy raz pokazane 5 lipca 1946 roku w pływalni Molitor w Paryżu przez projektanta Louisa Réarda, zaprezentowała je Micheline Bernardini. Kostium ten był jeszcze pomniejszoną wersją zaprezentowanego dwa miesiące wcześniej przez Jacques'a Heima kostiumu nazwanego „Atome”, reklamowanego jako najmniejszy kostium kąpielowy świata. Wcześniej najpopularniejszy był jednoczęściowy kostium kąpielowy, który oprócz intymnych części ciała zakrywał także brzuch, biodra i plecy, więc jego noszenie wymagało znacznie mniej odwagi. Bikini odkrywało zaś właściwie całe ciało, z wyjątkiem wzgórka łonowego, pośladków i piersi. 
Nowy kostium nazwano od atolu Bikini, gdzie w owym czasie w trakcie Operacji Crossroad testowano amerykańską broń jądrową. Slogany reklamujące kostiumy bikini nawiązywały do wrażenia, jakie budziła śmiałość nowego kostiumu w odkrywaniu ciała kobiecego.
Bikini zaczęło następnie zdobywać plaże Europy, poza plażami Hiszpanii (rządzonej wówczas przez juntę generała Franco) i niektórych innych części świata. Dopiero po kilkunastu latach bikini zostało zaakceptowane w Stanach Zjednoczonych, do czego przyczynił się film I Bóg stworzył kobietę z 1957 r. z Brigitte Bardot w roli głównej. Moda na nie w USA pojawiła się na początku lat 60.
Obecnie bikini stanowi nieodzowny element mody plażowej w wielu różnorodnych wariantach. Pomimo że bikini zaprezentowane w 1946 roku uważane było za niezwykle śmiały obyczajowo kostium, części kostiumu bikini były później jeszcze zmniejszane. W latach 80. pojawiły się stringi, w których tylna część majtek kostiumu odkrywa całe pośladki. Od tego czasu wprowadzono dalsze, jeszcze mniejsze warianty bikini dla śmiałych kobiet.
Według amerykańskich badań z 2003 roku, mężczyźni niezależnie od wieku są bardziej skłonni do kupna reklamowanego produktu, jeśli w reklamie pojawia się kobieta w bikini, niż wtedy, gdy w takiej samej reklamie występuje w pełni ubrana kobieta.

## Bikini w filmie
Kobiety w bikini pojawiają się w  filmach nieprzerwanie od kilkudziesięciu lat. Do najsłynniejszych filmów, w których ujrzeć można kobietę w bikini, zaliczają się filmy o przygodach  Jamesa Bonda takie jak Doktor No, Goldfinger, Żyj i pozwól umrzeć, czy Jutro nie umiera nigdy. Bikini jest też częstym elementem komedii dla młodzieży: pojawia się w filmach takich jak Eurotrip czy Beztroskie lata w Ridgemont High. Kobiety w tym stroju kąpielowym nierzadko zobaczyć również można w horrorach, jak np. w wielu częściach z serii Piątek, trzynastego czy w horrorach komediowych, jak np. Straszny film. Do słynnych filmów, gdzie pojawia się dziewczyna w bikini należą też Lolita czy Aniołki Charliego: Zawrotna szybkość.
Stroje podobne do bikini pojawiają się również w filmach science-fiction. Jednym z najsłynniejszych przykładów są Gwiezdne wojny: część VI – Powrót Jedi, gdzie ujrzeć można Carrie Fisher w złoto-brązowym stroju składającym się z majtek i biustonosza. Podobny do bikini strój obejrzeć można również w filmie Milion lat przed naszą erą.

## Rodzaje bikini

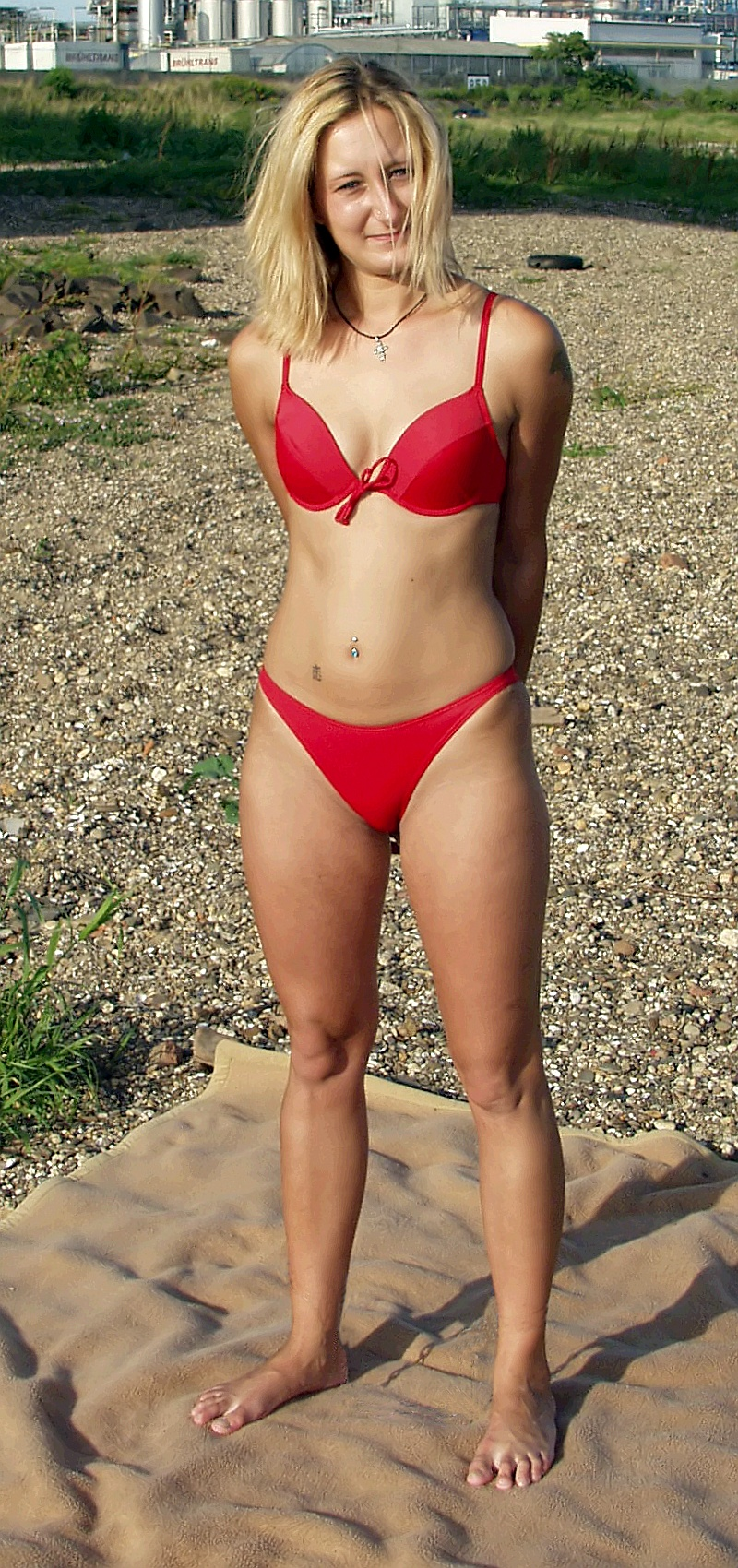
Kobieta w  typowym bikini
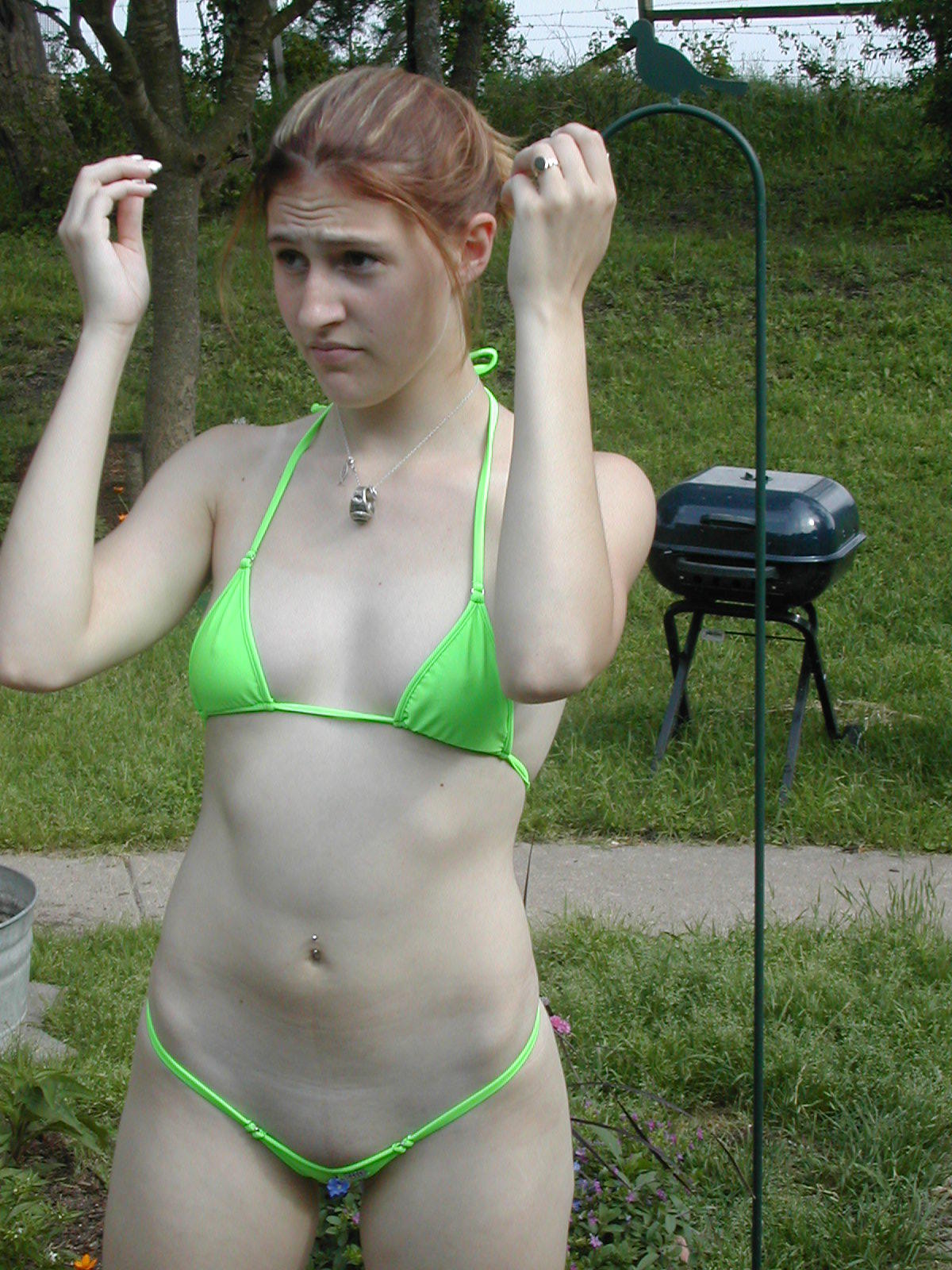
Kobieta w  tzw. „mikro-bikini”
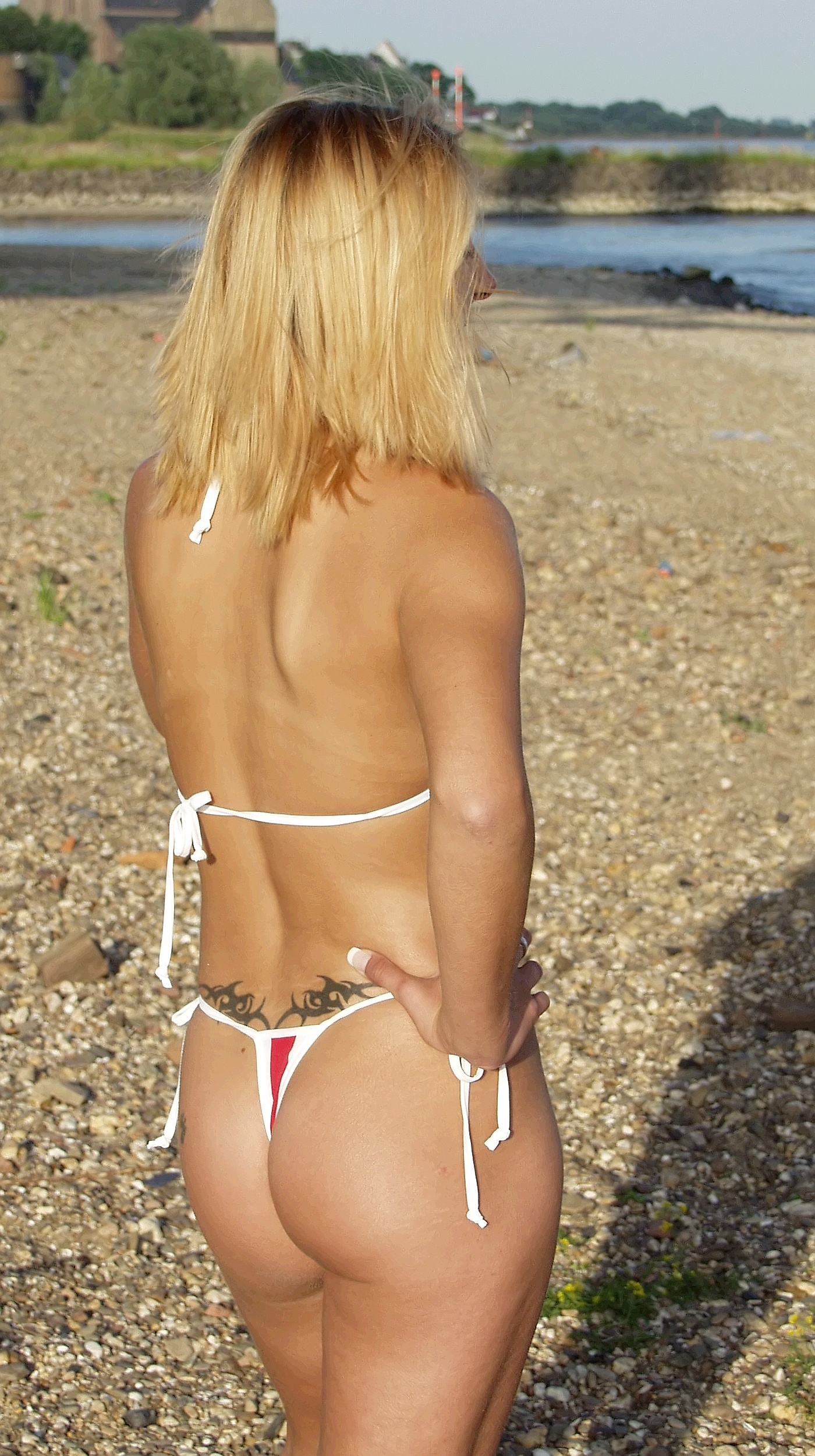
Kobieta w bikini ze stringami
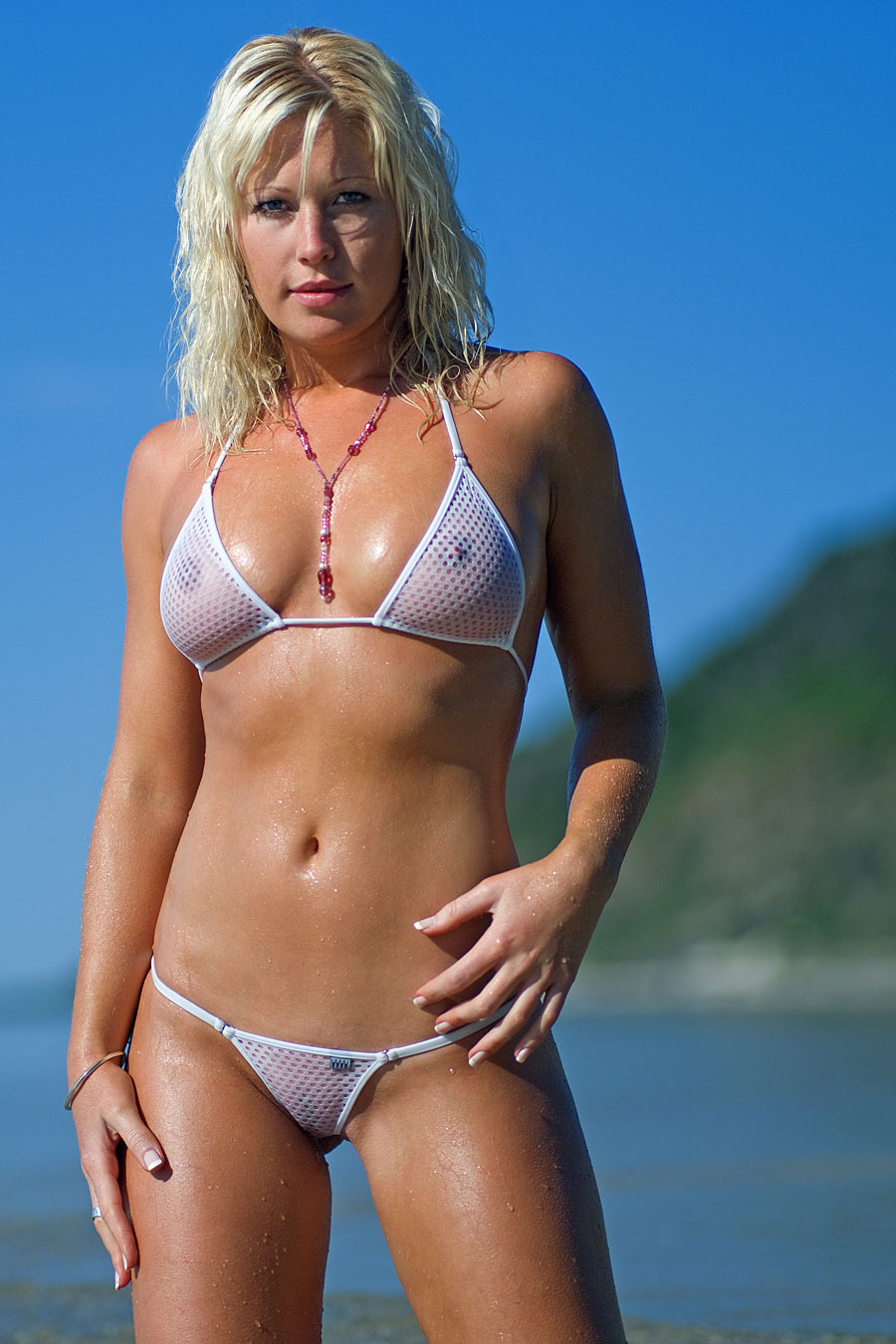
Kobieta w transparentnym bikini